# Joy Adamson
Joy Adamson (leánykori neve: Friederike Victoria Gessner) (Troppau, Szilézia, Osztrák–Magyar Monarchia, 1910. január 20. – Shaba Nemzeti Park, Kenya, 1980. január 3.) természetvédő, nemzetközi hírnevet az afrikai vadvilágról írt könyveivel szerzett.

## Élete
Az Osztrák-Magyar Monarchiában Troppauban (ma Opava, Csehország) született, Bécsben végezte iskoláit. 1939-ben Kenyában telepedett le, 1944-ben férjhez ment George Adamson brit vadőrhöz, akivel 1971-ig élt együtt. Egy árván maradt oroszlánkölyköt, Elzát fogadott örökbe, felnevelte és megtanította az önálló életre a vadonban, ennek történetét írta meg első nagy sikerű könyvében az Oroszlánhűségben. 1961-ben létrehozta az Elsa Wild Animal Appeal (később: Elsa Conservation Trust) nemzetközi vadvédő alapítványt, amely természetvédelmi és oktatási célokat finanszírozott. Az Elzáról és kölykeiről írt három könyve világhírt szerzett, film is készült belőlük. 1980-ban egy korábbi alkalmazottja ölte meg, volt férjét 1989-ben vadorzók ölték meg.

## Magyarul
- Oroszlánhűség; ford. ifj. Tildy Zoltán; Gondolat, Bp., 1962
- Elza és kölykei. Szabadon élnek; ford. Tóth Aladárné; Gondolat, Bp., 1964
- A pettyes szfinx; ford. Walkóné, Békés Ágnes; Gondolat, Bp., 1972
- A fürkésző szellem. Önéletrajz; ford. Walkóné Békés Ágnes; Gondolat, Bp., 1982
- Shaba királynője. Egy afrikai leopárd története; ford. Detre Zsuzsa; Gondolat, Bp., 1985
- A pettyes szfinx nyomában; ford. Walkóné Békés Ágnes; Gondolat, Bp., 1988

## Róla szóló könyv
- Caroline Cass: Joy Adamson – Behind the Mask (Trafalgar Square, 1997)

## Filmek
- Born Free – Szabadnak született (1966, angol, rendezte: James Hill)
- Living Free (1972, angol, rendezte: Jack Couffer)